# Epirhyssa cruciata
Epirhyssa cruciata là một loài tò vò trong họ Ichneumonidae.